# Exotica (album Purple Disco Machine)
Exotica è il secondo album in studio del DJ tedesco Purple Disco Machine, pubblicato il 15 ottobre 2021 dalla Columbia.
Purple Disco Machine ha dichiarato come l'album abbia delle assonanze con la musica elettronica degli anni ottanta e che abbia portato avanti numerose collaborazioni, nella realizzazione dei brani musicali, per dare un'impronta maggiormente pop all'album.

## Tracce
1. Can't Get Enough (feat. Sahara Back) – 4:21
2. At the Disko (con Lorenz Rhode) – 4:31
3. Fireworks (feat. The Knocks e Moss Kena) – 3:20
4. Don't Stop – 4:09
5. Dopamine (feat. Eyelar) – 3:37
6. I Remember (feat. Elderbrook) – 6:41
7. Opposite of Crazy (feat. Bloom Twins) – 3:22
8. Hypnotized (con Sophie and the Giants) – 3:16
9. Loneliness (feat. Francesca Lombardo) – 5:19
10. Hands to the Sky (feat. Fiorious & House Gospel Choir) – 4:30
11. Money Money (con Pink Flamingo Rhythm Revue) – 3:31
12. Playbox – 3:51
13. Exotica (feat. Mind Enterprises) – 6:25
14. Wanna Feel Like a Lover (feat. Ed Mac) – 4:50

Tracce bonus nell'edizione deluxe
1. Twisted Mind (con Agnes) – 5:21
2. Rise (feat. Tasita D'Mour) – 6:28
3. In the Dark (con Sophie and the Giants) – 3:06

## Classifiche
| Classifica (2021) | Posizione massima |
| ----------------- | ----------------- |
| Austria           | 30                |
| Belgio (Fiandre)  | 32                |
| Belgio (Vallonia) | 69                |
| Francia           | 65                |
| Germania          | 8                 |
| Italia            | 29                |
| Lituania          | 71                |
| Paesi Bassi       | 45                |
| Svizzera          | 28                |